# Cantharis heleocharis
Cantharis heleocharis là một loài bọ cánh cứng trong họ Cantharidae. Loài này được Sato, Okushima & Ishida miêu tả khoa học năm 2002.